# رانيا الصنهاجي
رانيا الصنهاجي هي لاعبة كرة قدم مغربية-أمريكية، نشأت في تنتون فولز لأب مغربي وأم أمريكية، من مواليد 21 أبريل 2002، تلعب لفريق ساوث كارولينا جاميكوكس والمنتخب المغربي للسيدات. التحقت بمدرسة مونماوث الثانوية الإقليمية في مسقط رأسها،ودرست في جامعة ساوث كارولينا في كولومبيا، ساوث كارولينا.

## مهنة دولية
ظهرت لأول مرة مع المغرب في 10 يونيو 2021 كبديلة في مباراة ودية ضد مالي، وسجلت أول هدفين دوليين لها بعد أربعة أيام ضد الخصم نفسه.

## روابط خارجية
- رانيا الصنهاجي على موقع Soccerway.com (الإنجليزية)